# عملة ورقة القيقب الكبيرة
ورقة القيقب الكبيرة (بي أم أل) هي عملة ذهبية بقيمة مليون دولار كندي تزن 100 كيلوغرام (220 رطل)(3215 أونصة طروادة. أنتجت مجموعة من خمس من هذه العملات المعدنية بواسطة دار سك العملة الملكية الكندية (أر سي أم) في عام 2007 في منشأتها في أوتاوا حيث لا تزال أول عملة بي أم أل المنتجة مخزنة.
تم الاعتراف بعملة ورقة القيقب الكبيرة من قبل موسوعة غينيس للأرقام القياسية في عام 2007 ليس فقط لكونها أكبر عملة ذهبية في العالم ولكن أيضًا بسبب نقاء الذهب الذي لا مثيل له بنسبة 99.999 في المائة.
في مارس 2017 وصلت القيمة السوقية لعملة واحدة من عملات القيقب الكبيرة إلى ما يقرب من 4 ملايين دولار أمريكي. في 27 مارس 2017 سُرقت إحدى العملات من متحف برلين.
ظلت عملة ورقة القيقب الكبيرة أكبر عملة ذهبية سكت على الإطلاق حتى عام 2011 عندما سكت قطعة الذهب الأسترالية ("الكنغر الذهبي") التي يبلغ وزنها 1 طن (1000 كجم).

## الوصف
يبلغ طول ورقة القيقب الكبيرة 2.8 سنتيمتر (1.1 بوصة) سميكة و 50 سنتيمتر (20 بوصة)قطرها ونقاوتها ٩٩٩٫٩٩/١٠٠٠. يظهر على وجه العملة صورة الملكة إليزابيث الثانية كما ظهرت على العملات الكندية اعتبارًا من 2003 عندما أصبح تصميم سوزانا بلانت هو الإصدار الثالث من تمثال الملكة الذي يظهر على العملات المعدنية (الإصداران الآخران كانا في عامي 1965 و1990). كان تصميم بلانت يهدف إلى إظهار الملكة "بكرامة ناضجة" دون تاج أو زينة (كان هناك تصميم واحد فقط للكلية الملكية للموسيقى لم تظهر فيه الملكة وهي ترتدي تاجًا). التصميم الخلفي هو ورقة القيقب المنمقة للفنان والنقاش الكبير بالكلية الملكية للموسيقى ستان ويتن.

## سرقة عملة واحدة
في الساعات الأولى من صباح يوم 27 مارس 2017 سُرقت ورقة القيقب الكبيرة من خزانة العملات المعدنية في متحف بوده في برلين ألمانيا. تشتهر الخزانة بمجموعتها الضخمة من العملات المعدنية أكثر من 500000 قطعة من بينها أكثر من 100000 قطعة يونانية و50000 قطعة رومانية مع أن جزءًا صغيرًا فقط من هذه العملات المعدنية يُعرض في المعروضات.
قاموا بإقراض العملة المعدنية لمتحف بود في عام 2010 من قبل المالك الخاص بوريس فوكسمان، وعرضها هناك حتى تمت سرقتها.
في يوليو/تموز 2017 نفذت الشرطة مداهمات وألقت القبض على أشخاص على صلة بالسرقة. ينتمي المشتبه بهم إلى عشيرة لبنانية معروفة بجرائمها المنظمة. وتفترض شرطة برلين أن العملة المعدنية تضررت أثناء السرقة عندما سقطت من على سكة القطار في الشارع.
في يناير/كانون الثاني 2019 بدأت محاكمة أربعة مشتبه بهم في محكمة الأحداث. ينتمي الشقيقان أحمد ووايسي رمو وابن عمهما وسام رمو إلى عائلة إجرامية من أصل لبناني في برلين، تُعرف لدى الشرطة المحلية باسم "ريمو كلان". الشخص الرابع دينيس دبليو كان صديقًا لعائلة ريمو في المدرسة وموظفًا في متحف بود. أُدين دينيس بتقديم المشورة للآخرين بشأن بروتوكولات السلامة في المتحف. انتهت المحاكمة في فبراير 2020 بالحكم على أحمد ووسام بالسجن. وحُكم على دينيس بالسجن ثلاث سنوات وأربعة أشهر وجاء هذا الحكم المخفف نتيجة صغر سنهما نسبيًا (كان عمر أحمد ووسام ١٨ و٢٠ عامًا على التوالي) وقت ارتكاب الجريمة. أما المتهم الرابع وايسي ريمو فقد بُرئ لعدم كفاية الأدلة. وأمر القاضي بمصادرة ٣.٤ مليون يورو من المتهمين.
دفعت شركة تأمين فوكسمان 20% فقط من قيمة العملة بحجة أن إهمال المتحف هو السبب في الخسارة. بعد رفع دعوى قضائية أُمرت شركة التأمين بدفع 50% من القيمة.
لا يزال مكان وجود العملة الذهبية غير معروف. لا يتوقع المحققون استعادة العملة حيث عثروا على غبار ذهبي نقي للغاية يطابق ورقة القيقب الكبيرة على الملابس المصادرة والسيارة ويشتبهون في أن اللصوص ربما صهروا العملة وباعوا الذهب.